# Desa Blimbingsari (administrativ by i Indonesien, Provinsi Bali)
Desa Blimbingsari är en administrativ by i Indonesien.   Den ligger i provinsen Provinsi Bali, i den sydvästra delen av landet, 900 km öster om huvudstaden Jakarta. Desa Blimbingsari ligger på ön Bali.